# Luis Solignac
Luis Solignac, född den 16 februari 1991 i Buenos Aires, är en argentinsk professionell fotbollsspelare som spelar för Chicago Fire i Major League Soccer (MLS).
Djurgårdens IF lånade under säsongen 2013 in Solignac från CA Platense, med option att köpa loss spelaren.